# 关西镇 (龙南市)
关西镇，是中华人民共和国江西省赣州市龙南市下辖的一个乡镇级行政单位。

## 行政区划
关西镇下辖以下地区：
关东村、翰岗村和关西村。

## 交通
- 京九铁路：关西镇站

## 中国传统村落
2012年，关西村被评为首批“中国传统村落”。